# Emmanuel Bansept
Pas d'image ? Cliquez ici

a Compétitions nationales et continentales officielles uniquement.

b Matchs officiels uniquement.
Emmanuel Bansept, né le 19 mai 1977 à Poissy, est un joueur et entraîneur de rugby à XIII évoluant au poste de deuxième ligne ou de pilier dans les années 2000 et 2010.
Formé à l'AS Saint-Estève sous la coupe de Jean-Marie Bosc, Emmanuel Bansept évolue dans un premier temps au club de Palau en seconde division avant d'être repéré par Pia. Il intègre ce dernier en 2001 et dispute notammnet la finale perdue de Coupe de France en 2003 contre Villeneuve-sur-Lot. En 2006, il rejoint le club des Corbières, le FC Lézignan sur sollicitation de Aurélien Cologni, et remporte le titre de Championnat de France en 2008 face à ses anciens coéquipiers piannencs. Au cours de ces années, il dispute également des rencontres en Challenge Cup lorsque Pia et Lézignan y sont invités.
Ses performances remarquées en club l'amènent à prendre part à trois rencontres de l'équipe de France en prenant part à la Coupe de la Méditerranée en 2004.
Après sa carrière, il prend part à la création de l'équipe de rugby à XIII du Soler dont il devient entraîneur et manager.

## Biographie
Emmanuel Bansept connaît des sélections dans plusieurs catégories au sein de la Fédération française de rugby à XIII - cadets en 1992, junior en 1993, espoir en 1994 et senior en 2004.

## Palmarès

### Collectif
- Vainqueur du Championnat de France : 2006[2] (Pia) et 2008 (Lézignan).
- Vainqueur de la Coupe de France : 2006[2] (Pia).
- Finaliste du Championnat de France : 2007[3] (Lézignan).
- Finaliste de la Coupe de France : 2002[2] et 2003 (Pia).

## Liens externes

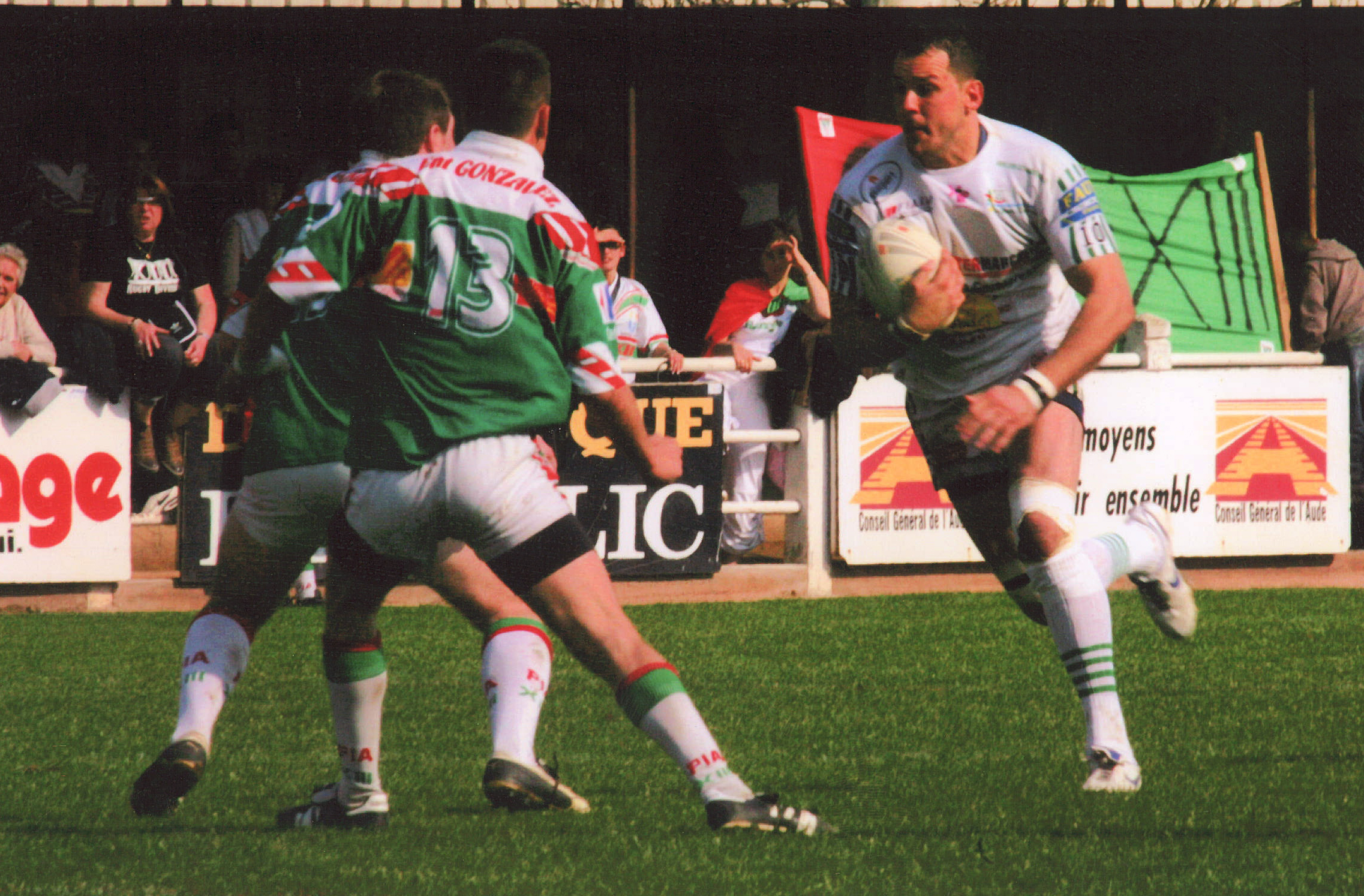

### En séléction nationale
- Finaliste de la Coupe de la Méditerranée en 2003

### Détails en sélection
| 1. | 2 octobre 2004 | Maroc  | 46-6  | Coupe de la Méditerranée | Deuxième ligne | - | - | - | - |
| 2. | 5 octobre 2004 | Serbie | 18-4  | Coupe de la Méditerranée | Deuxième ligne | - | - | - | - |
| 3. | 9 octobre 2004 | Liban  | 14-42 | Coupe de la Méditerranée | Deuxième ligne | - | - | - | - |

### Statistiques
| Saison    | Saison      | Championnat           | Championnat | Championnat | Championnat | Championnat | Championnat | Championnat | Coupe           | Coupe      | Coupe | Coupe | Coupe | Coupe | Coupe |
| Saison    | Saison      | Comp.                 | Class.      | M           | Pts         | Ess.        | Buts        | Dp.         | Comp.           | Class.     | M     | Pts   | Ess.  | Buts  | Dp.   |
| --------- | ----------- | --------------------- | ----------- | ----------- | ----------- | ----------- | ----------- | ----------- | --------------- | ---------- | ----- | ----- | ----- | ----- | ----- |
| 2001-2002 | SM Pia      | Championnat de France | 1/2 finale  | ?           | -           | -           | -           | -           | Coupe de France | Finaliste  | ?     | -     | -     | -     | -     |
| 2002-2003 | SM Pia      | Championnat de France | 1/2 finale  | ?           | -           | -           | -           | -           | Coupe de France | Finaliste  | ?     | -     | -     | -     | -     |
| 2003-2004 | SM Pia      | Championnat de France | 1/2 finale  | ?           | -           | -           | -           | -           | Coupe de France | 1/2 finale | ?     | -     | -     | -     | -     |
| 2004-2005 | SM Pia      | Championnat de France | 1/2 finale  | ?           | -           | -           | -           | -           | Coupe de France | ?          | ?     | -     | -     | -     | -     |
| 2005-2006 | SM Pia      | Championnat de France | Vainqueur   | ?           | -           | -           | -           | -           | Coupe de France | Vainqueur  | ?     | -     | -     | -     | -     |
| 2006-2007 | FC Lézignan | Championnat de France | Finaliste   | ?           | -           | -           | -           | -           | Coupe de France | 1/2 finale | ?     | -     | -     | -     | -     |
| 2007-2008 | FC Lézignan | Championnat de France | Vainqueur   | ?           | -           | -           | -           | -           | Coupe de France | 1/2 finale | ?     | -     | -     | -     | -     |